# تراسلوسلاگ
تراسلوسلاگ (به سوئدی: Träslövsläge) یک سکونتگاه مسکونی در سوئد است که در وربرگ مونیکیپلیتی واقع شده‌است.

## خصوصیات
تراسلوسلاگ ۱٫۶۰ کیلومترمربع مساحت و ۲٬۶۰۰ نفر جمعیت دارد.